# Masdevallia phacopsis
Masdevallia phacopsis là một loài thực vật có hoa trong họ Lan. Loài này được Luer & Dalström mô tả khoa học đầu tiên năm 1994.